# SDS-koncernen
Sydsvenska Dagbladets Aktiebolag, ägs av Bonnier AB, Wahlgrenska Stiftelsen och Stiftelsen Kristianstadspress. 
I koncernen ingår tidningarna Sydsvenskan, Helsingborgs Dagblad, Landskrona Posten, Norra Skånes Tidningar, Hallå, sajterna sydsvenskan.se och hd.se samt bolagen Sydsvenska Dagbladets Försäljningsaktiebolag, Kompetens i Skåne och Bold Malmö.
Koncernen har 217 anställda och en omsättning på cirka 780 miljoner kronor. VD och koncernchef är Anders Eriksson.